# Condado de Rutherford (Tennessee)
El condado de Rutherford (en inglés: Rutherford County, Tennessee), fundado en 1803, es uno de los 95 condados del estado estadounidense de Tennessee. En el año 2000 tenía una población de 182.023 habitantes con una densidad poblacional de 159 personas por km². La sede del condado es Murfreesboro.

## Historia
El Condado de Rutherford, se formó en 1803 a partir de piezas de Davidson, Williamson y los condados de Wilson. Fue nombrado en honor de Griffith Rutherford (1721-1805).

## Geografía
Según la Oficina del Censo, el condado tiene un área total de 1616 km² (623,9 mi²), de la cual 1600 km² (617,8 mi²) es tierra y 13 km² (5 mi²) es agua.

### Condados adyacentes
- Condado de Wilson norte
- Condado de Cannon este
- Condado de Coffee sureste
- Condado de Bedford sur
- Condado de Marshall suroeste
- Condado de Williamson oeste
- Condado de Davidson noroeste

## Demografía
En el 2000 la renta per cápita promedia del condado era de $46,312, y el ingreso promedio para una familia era de $53,553. El ingreso per cápita para el condado era de $19,938. En 2000 los hombres tenían un ingreso per cápita de $36,788 contra $26,555 para las mujeres. Alrededor del 9.00% de la población estaba bajo el umbral de pobreza nacional.
| 1900   | 1910   | 1920   | 1930   | 1940   | 1950   | 1960   | 1970   | 1980   | 1990    | 2000    | Est.2009 |
| ------ | ------ | ------ | ------ | ------ | ------ | ------ | ------ | ------ | ------- | ------- | -------- |
| 33.543 | 33.199 | 33.059 | 32.286 | 33.604 | 40.696 | 52.368 | 59.428 | 84.058 | 118.570 | 182.023 | 255.239  |

## Lugares

### Ciudades y pueblos
- Eagleville
- La Vergne
- Murfreesboro
- Smyrna

### Comunidades no incorporadas
- Blackman
- Lascassas
- Rockvale
- Walterhill